# Hans Peter Lie

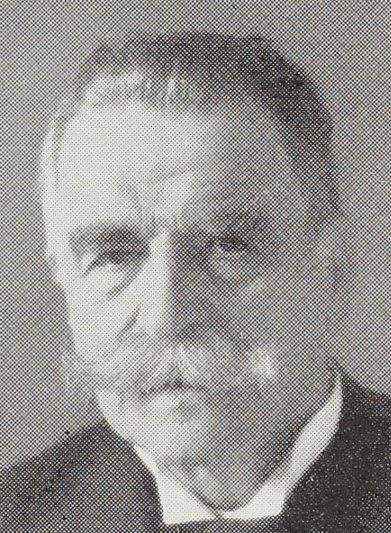
Hans Peter Lie.

Hans Peter Ellingsen Lie, född den 18 december 1862 i Ulstein (Søndmøre), död den 17 december 1945, var en norsk läkare.
Lie blev candidatus medicinæ 1891 och var sedan 1895 läkare och föreståndare för vårdanstalten för spetälska samt för S:t Jørgens hospital i Bergen, vid vars kommunala sjukhus han därjämte till 1910 var prosektor. År 1893 studerade han kolera i Kiel och Hamburg och 1900 böldpest i Glasgow. 
Lie var generalsekreterare vid 2:a internationella leprakonferensen i Bergen 1909. Han offentliggjorde resultat av sina vetenskapliga undersökningar om olika sidor av spetälskan och om patologisk-anatomiska, hygienisk-epidemiologiska och bakteriologiska frågor rörande tyfus, difteri och pest i norska och tyska facktidskrifter. 
Lie utgav tillsammans med doktor Lyder Borthen Die Lepra des Anges (1899) och ensam Lepra im Ruckenmarck und den peripheren Nerven (1904), på vilken avhandling han kreerades till medicine doktor, varjämte han lämnade bidrag till "Handbuch der Therapie innerer Krankheiten" och "Handbuch der Therapie der gesammten Medizin".